# NSB Skd 215
Die Schienentraktoren der Baureihe Skd 215 wurde ab 1950 von Norges Statsbaner (deutsch Norwegische Staatsbahnen) in Norwegen eingesetzt. Die von Drewry Car Co. in Großbritannien hergestellte Kleinlokomotiven wurde für kleinere Transportaufgaben und zum Rangieren auf Anschlussbahnen und in den Bahnhöfen verwendet.

## Geschichte
Die beiden dreiachasigen dieselhydraulischen Kleinlokomotiven wurden 1950 an den NSB-Distrikt Narvik ausgeliefert und hatten ein typisch britisches Design. Technisch und vom Erscheinungsbild her ähneln sie allerdings sehr stark einer minimal verkleinerten V36.
Im Verschubbetrieb in Narvik zeigte sich sehr schnell, dass die beiden Schienentraktoren für die geforderten Aufgaben zu klein waren. Sie wurden daher bald in den Süden des Landes versetzt und für den Rangierdienst in Fredrikstad und Halden verwendet.
Betriebs- und unterhaltsmäßig war es ein Nachteil, eine Kleinserie von Lokomotiven zu betreiben, die sich stark von allen anderen Baureihen unterscheiden. Deshalb waren die NSB daran interessiert, sie aus dem Bestand auszugliedern. 1972 wurde Skd 215 105 an die Mesna Kartongfabrikk in Lillehammer verkauft. Auf der Überführungsfahrt erlitt die Lok einen schweren Schaden.
Deshalb wurde Skd 215 104 instand gesetzt und stattdessen nach Lillehammer geschickt. Skd 215 105 wurde von Mesna Kartongfabrikk als Ersatzteilspender vorgehalten.
Nach der Einstellung des eigenen Verschubbetriebes durch Mesna Kartongfabrikk übernahm der Norsk Jernbaneklubb 1988 die Lokomotive. Sie ist eine Besonderheit in der norwegischen Eisenbahngeschichte, hat hervorragende Traktionseigenschaften und galt als eine gute Ergänzung für den Fall, wenn bedarfsweise Dampflokomotiven bei den Zügen auf der Krøderbane durch Diesellokomotiven ersetzt werden sollten.
1988 und 1989 wurde der Schienentraktor in vielen Fällen eingesetzt, sowohl mit eigengeführten Zügen sowie als Hilfslokomotive bei den dampfgeführten Zügen.
Die Lok steht mit Motorschaden in Kløftefoss, die Reparatur ist geplant.